# Aérodrome de Belfort - Fontaine
Pour les articles homonymes, voir BOR.
L'aérodrome de Belfort - Fontaine (code AITA : BOR) est un ancien aérodrome situé dans la commune de Fontaine (Territoire de Belfort). Il est désaffecté depuis 1986, date de l'abandon de son exploitation par la Chambre de commerce et d'industrie du Territoire de Belfort.

## Histoire
À l'origine, le site avait été aménagé sommairement en aérodrome militaire pendant le premier conflit mondial, puis développé dans l'entre-deux-guerres.
Il devient en 1947 une base aérienne de l'OTAN. Le retrait de la France du commandement intégré amena la fermeture de la base de l'OTAN en 1966.
C'est le 1er janvier 1971 que la Chambre de commerce et d'Industrie de Belfort se voyait confier la gestion du site, qui construisait une petite aérogare jouxtée d'une tour de contrôle au niveau de la marguerite Nord-Ouest.
L'inauguration du nouvel aéroport de Belfort Fontaine intervient le 30 septembre 1971 notamment avec la présence du l'aire de stationnement d'un avion de la compagnie Rousseau Aviation. 
La Chambre de Commerce et d'Industrie de Belfort tenta alors une réhabilitation en aéroport civil. 
C'est dans ce cadre que Belfort a disposé durant quelques années d'une ligne régulière avec Paris.  
Cette ligne a été exploitée dès le début des années 1970 et notamment en 1974 par Air Inter en affrétant la compagnie bretonne Rousseau Aviation puis par Air Alsace en 1975, puis après le rachat de cette dernière par la compagnie TAT (Touraine Air Transport). 
Air Alsace utilisait le Nord Aviation N262 en 1975, le VFW 614 en 1978 (3 rotations par jour). 
L'aéroport de Belfort accueille 28 509 passagers pour 7 836 mouvements en 1977 dont 24 673 passagers pour la ligne vers Paris (contre 17 836 en 1976). 
TAT utilise le Beechcraft 99 sur la ligne vers Paris. 
En 1983, TAT (devenue Transport Aérien Transrégional) opérait la ligne en Fairchild FH-227B. 
La concurrence de l'aéroport de Bâle-Mulhouse n'a pas permis à ces liaisons d'être viables, et dès le milieu des années 1980, la plate forme n'accueillait plus de liaison régulière.
Racheté par le Conseil général du Territoire de Belfort en 1992, l'aérodrome a été aménagé depuis en zone d'activité, l'Aéroparc.

## Projet
Le samedi 14 juin 1997, 6 000 personnes manifestaient à Belfort contre le projet d'aéroport de fret express dans le Grand Est ou Vallée du Rhin et notamment sur le site de Belfort - Fontaine qui dispose d'une piste de plus de 2 850 mètres. 
La société international de fret DHL était à l'initiative de se projet,'.

## 2eplateforme du territoire de Belfort

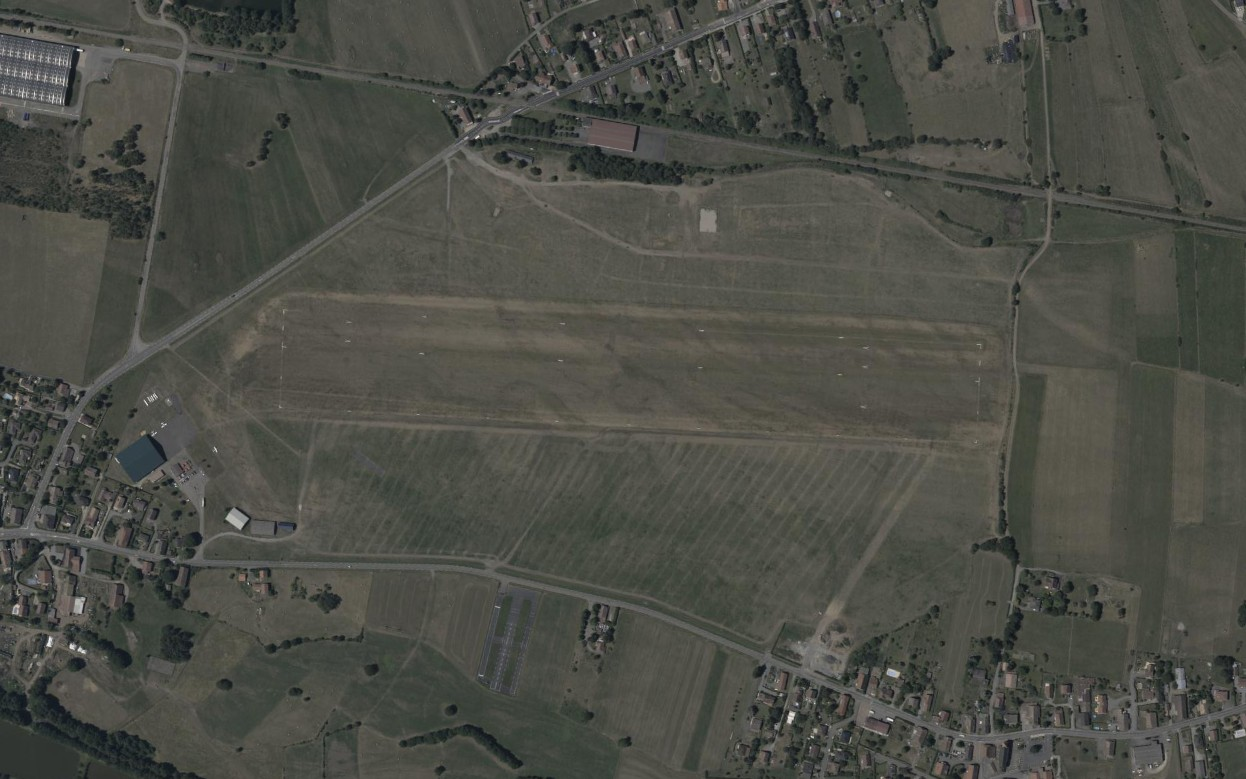
Aérodrome de Chaux (2013)

Il existe également sur le territoire un deuxième aérodrome, celui de Belfort - Chaux à 7 km au nord de Belfort.
Il a été construit lors de la première guerre mondiale pour se protéger des obus allemands.
Il dispose de deux pistes en herbe de 900 mètres. 
Il est aujourd'hui le siège de l'aéroclub de Belfort.

## Galerie photographique

### Vues aériennes de 1951 à 2013

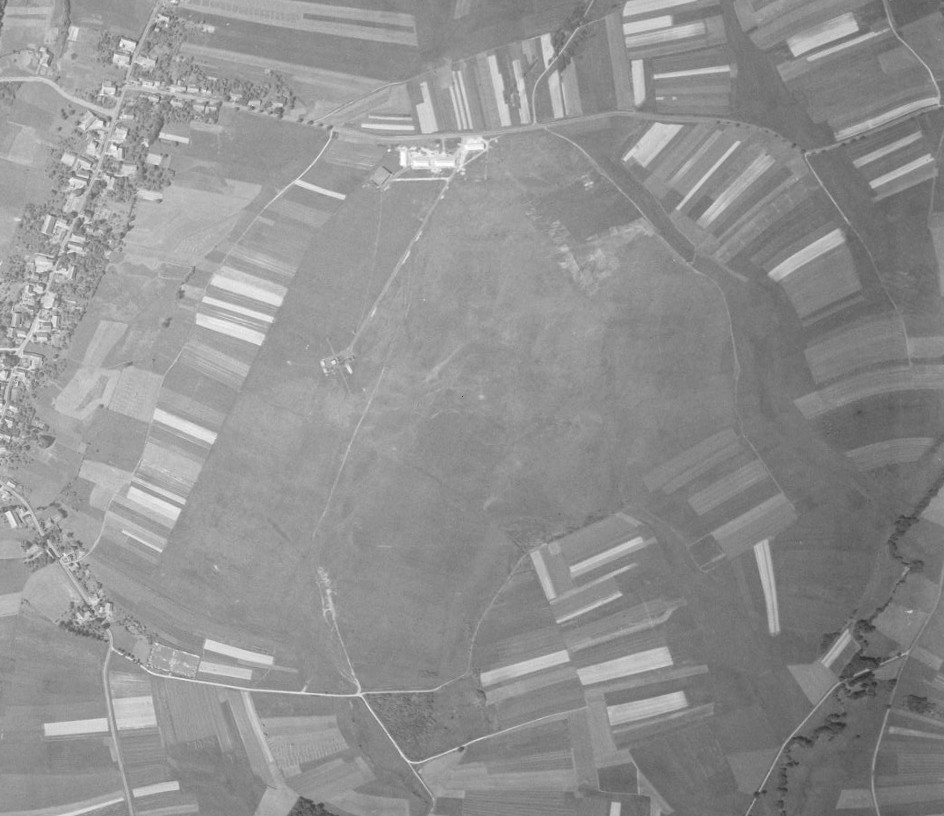
Aérodrome militaire de Belfort - Fontaine en 1951.
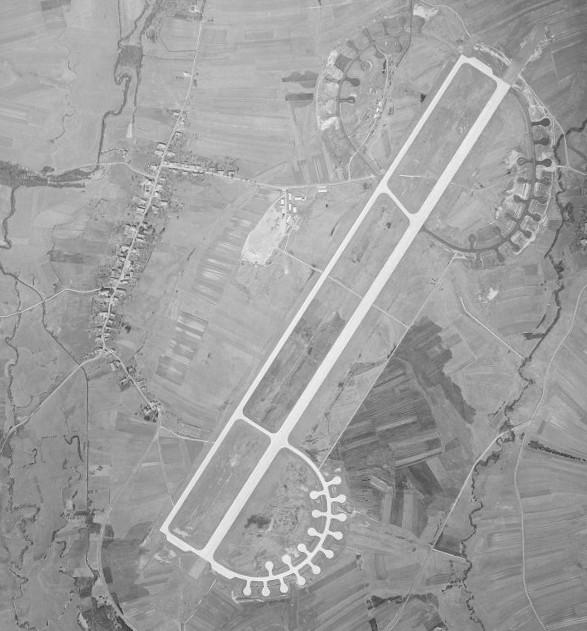
Base de l'OTAN  de Belfort en 1956.
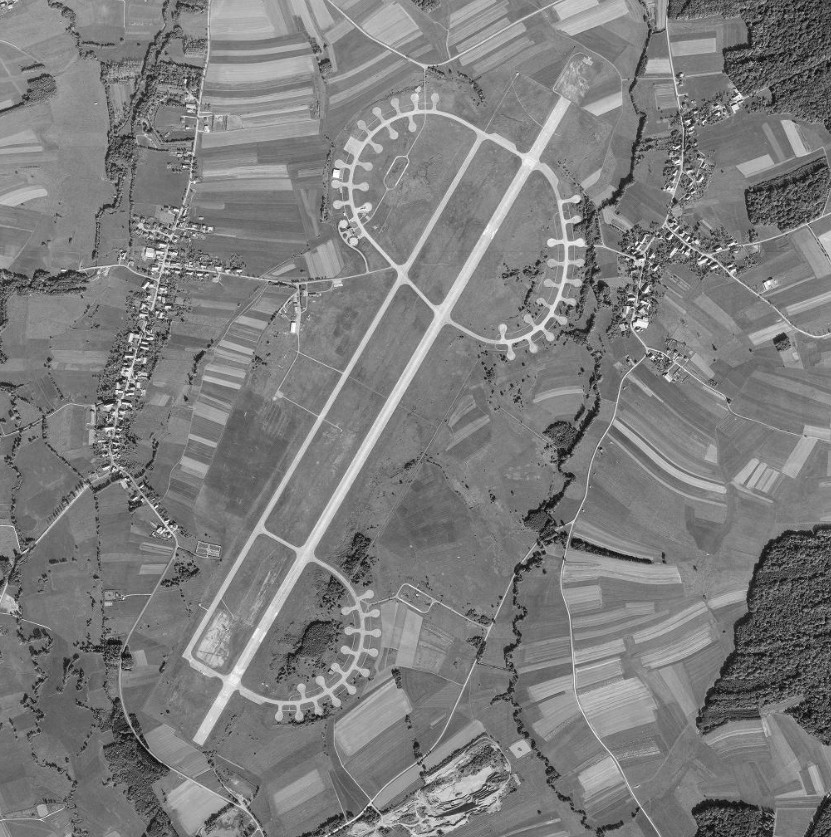
Aéroport de Belfort - Fontaine en 1976.
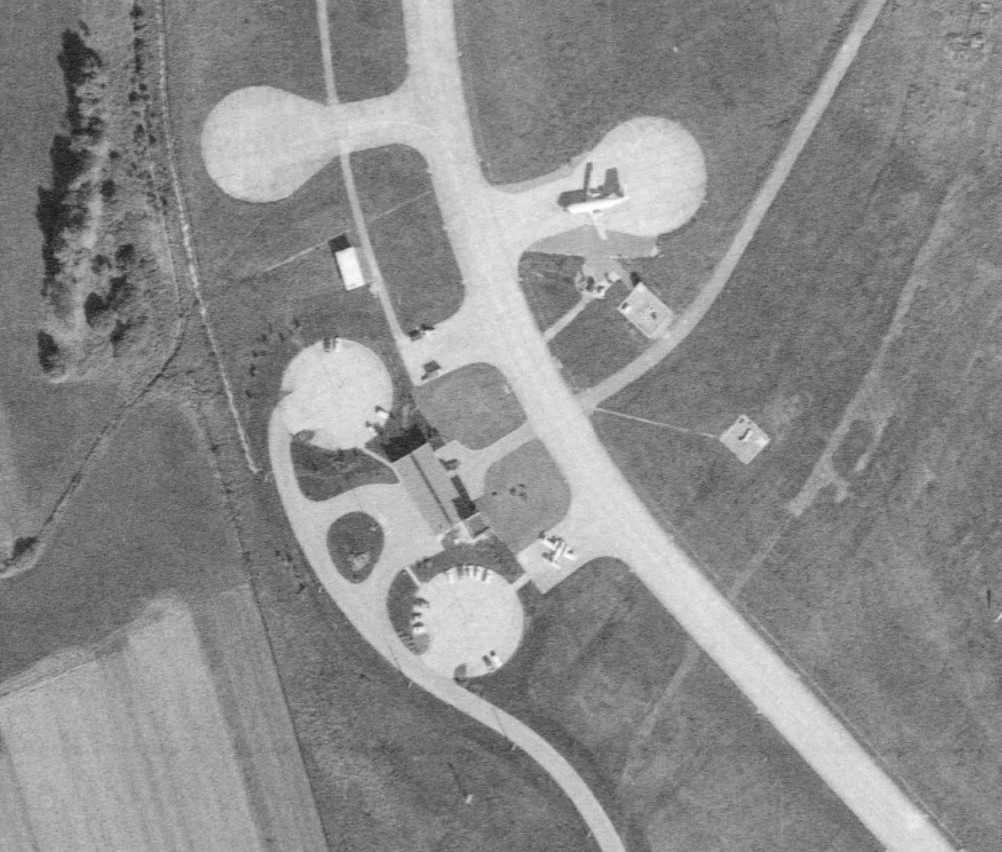
Aérogare de Belfort - Fontaine en 1976.
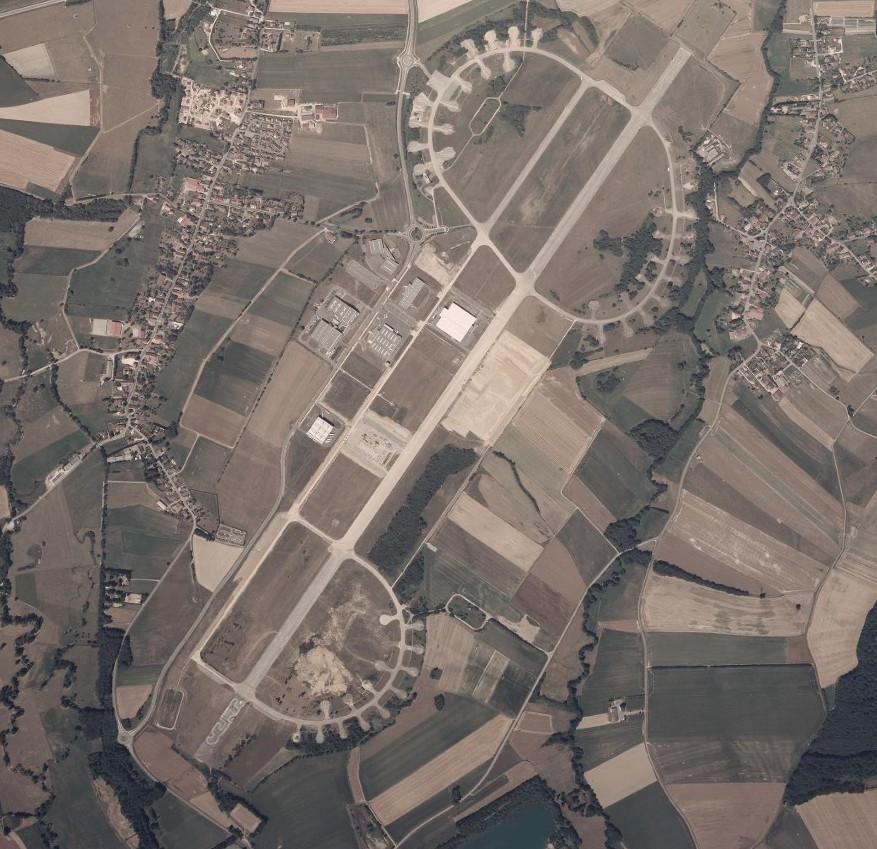
L'Ancien aéroport de Belfort - Fontaine en 2003.
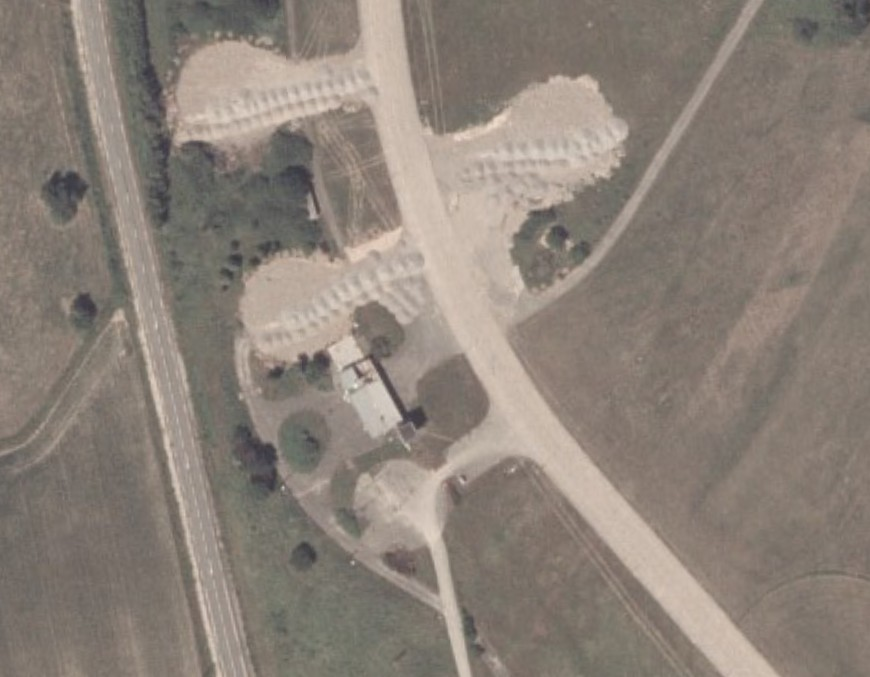
L'ancienne aérogare de Belfort - Fontaine en 2003
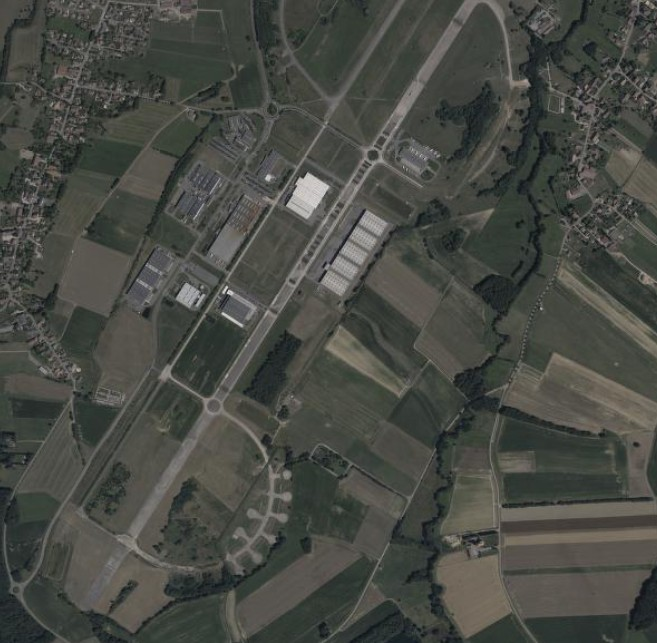
L'ancien aéroport de Belfort - Fontaine en 2013.
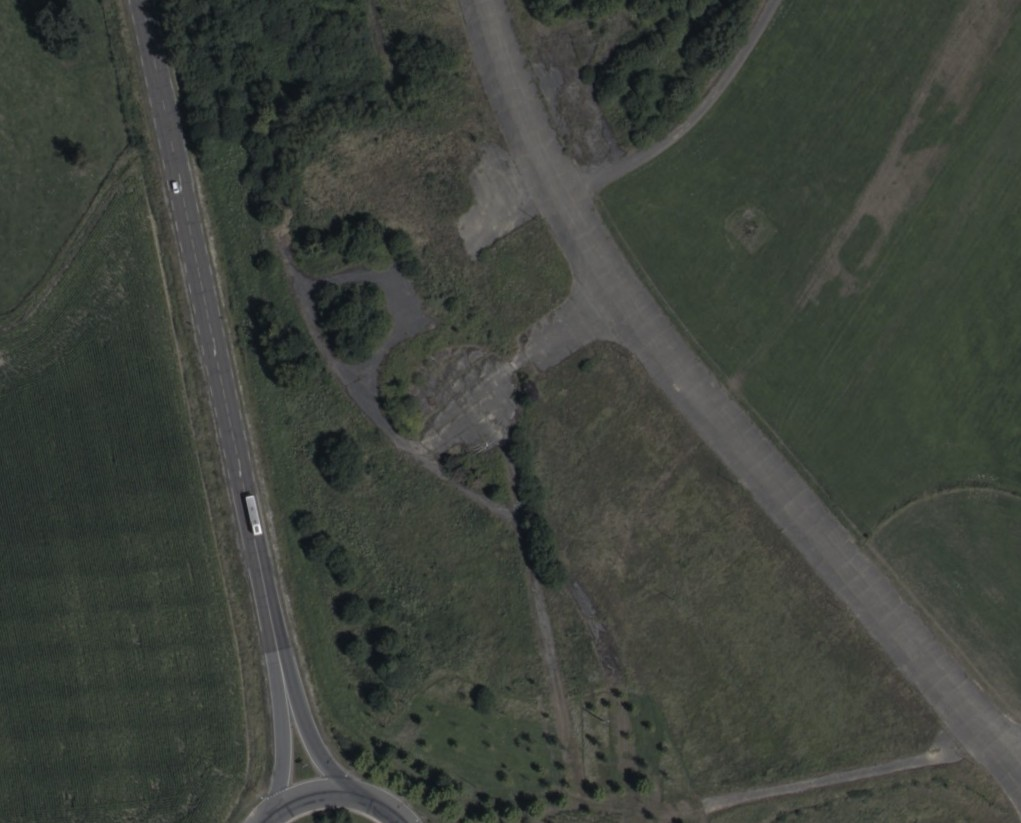
Emplacement de l'ancienne aérogare de Belfort - Fontaine en 2013.